# Queens Park Rangers Football Club
El Queens Park Rangers Football Club, conocido también como QPR, es un club de fútbol de Inglaterra, de Shepherd's Bush, en el distrito londinense de Hammersmith y Fulham. Fue fundado el 21 de mayo de 1882 y juega en la Football League Championship.
En agosto de 2007 el QPR fue comprado por el magnate de la Fórmula 1, Bernie Ecclestone y Flavio Briatore, que vendió un 20% a la familia del magnate de acero Lakshmi Mittal en diciembre de aquel año. Alejandro Agag también entró junto a Briatore en el accionariado del club.

## Historia

El gráfico muestra el progreso de la liga del QPR desde la temporada 1920-21 hasta la actualidad.

En la temporada 1975-76 el equipo quedó en segundo lugar de la First Division solo por un punto. Después de completar los 42 partidos de la temporada, el QPR llevaba un punto de ventaja al Liverpool FC. Liverpool tenía que ganar el último partido de la temporada, contra el Wolverhampton Wanderers, para arrebatarle el título al Queens Park. Después de que los Wolves fueran ganando por la cuenta mínima hasta el minuto 77, Liverpool marca 3 goles seguidos, para dejar el marcador 3-1 y así ganar la liga.
Para la temporada 1976-77, el QPR no volvió a repetir en la liga la buena actuación de la temporada anterior, pero llegaron a tener un poco más de éxito en las competiciones de copa. Consiguieron llegar a las semifinales de la Football League Cup, donde perdieron con el Aston Villa, y en su primera participación en un torneo europeo llegaron a los cuartos de final de la Copa de la UEFA, siendo derrotados en penaltis por el AEK Atenas FC.
En 1977, Dave Sexton, entrenador del QPR desde 1974, se va a dirigir al Manchester United y dos años después el Queens 
Park Rangers cae en la Second Division. Gracias a su entrenador Kolderiu y El humilde Ga

### Años 1980
En la temporada 1980-81 asumió en la dirección del equipo Terry Venables, y a la temporada siguiente llegan por única vez en su historia a una final de la Copa de Inglaterra, donde perdieron contra sus rivales londinenses Tottenham Hotspur. La primera final terminó con un marcador extra de 1-1, por lo tanto, por segundo año consecutivo se debió jugar otro partido para determinar al ganador. Tottenham Hotspur ganó con un gol de penal convertido a los 10 minutos.
En la temporada 1982-83 QPR ganó la Second Division, volviendo así a estar nuevamente en la división más alta después de muchos años. Después de un considerable quinto puesto y una clasificación para la Copa de la UEFA, Terry Venables deja Queens Park Rangers para convertirse en entrernador del FC Barcelona de España.
En los próximos siete años, varios entrenadores entraban y salían de Loftus Road. El club quedó muchas temporadas estancado en la medianía de la tabla, pero salvándose del descenso. La mejor actuación de este periodo fue en la temporada 1987-88 donde los Super Hoops terminaron quintos. También fueron subcampeones de la Football League Cup perdiendo en la final contra el Oxford United.

### Años 1990
Gerry Francis, un jugador de los años 1970 del QPR, que había demostrado ser un buen entrenador con su campaña hecha con el Bristol Rovers, fue contratado como entrenador en el verano de 1991.
En la temporada 1991-92 finalizaron en la medianía de la tabla en la First Division y fueron miembros fundadores de la nueva FA Premier League, que comenzó en 1992. En la primera temporada de la Premier League terminaron quintos y a la temporada siguiente quedaron novenos.
En la mitad de la temporada 1994-95, Gerry Francis se fue de QPR para ser entrenador del Tottenham Hotspur, y Ray Wilkins fue el elegido para ser el sucesor de Francis.
Wilkins guio a Queens Park hacia un octavo lugar. En julio de 1995 el goleador del equipo, Les Ferdinand fue vendido en una cifra récord para el club, de £6 millones, al Newcastle United. La incapacidad para reemplazarlo ocasionó que finalmente terminaran la temporada en el lugar número 19, descendiendo a la First Division.
Wilkins fue despedido luego de tres partidos en la temporada 1996-97 y fue reemplazado por el antiguo entrenador del Arsenal FC, Steward Houston, quien sólo duró 18 meses. Houston fue reemplazado por Gerry Francis, que venía del Tottenham Hotspur. Francis guio al QPR hacia un respetable 10.º lugar en la temporada 1999-00.

### Años 2000

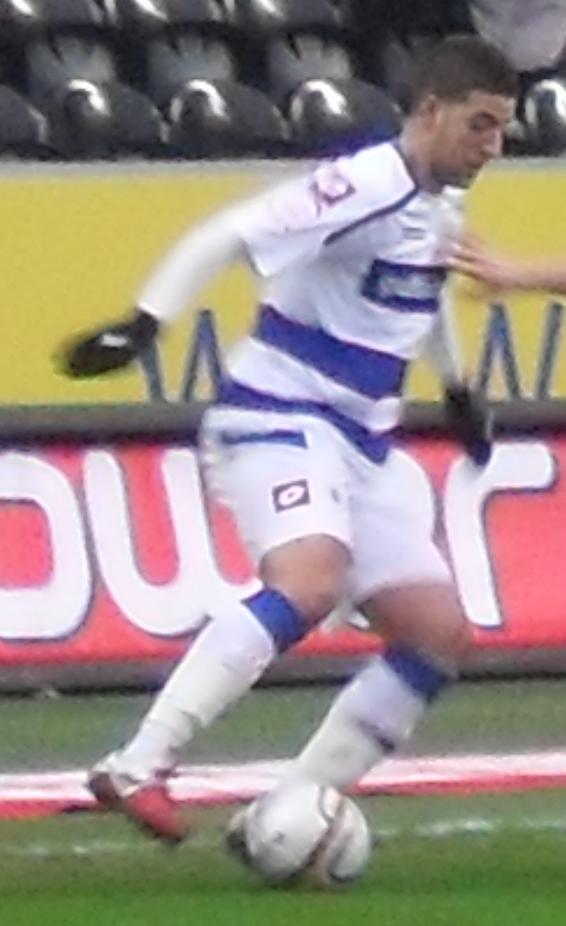
Adel Taarabt capitán y figura en el ascenso del QPR a la Premier League en la temporada 2010/11

Francis fue despedido en el año 2001, después de dejar al equipo cerca de caer a la Segunda División. Ian Holloway, un ex mediocampista, regresó para dirigir al QPR, pero no pudo salvarlo del descenso a la Second Division. Por primera vez en 30 años el equipo estaba en el tercer escalafón del fútbol inglés.
En la temporada 2001-02 terminaron octavos en la Segunda División. En la temporada 2002-03 QPR clasificó a los play-offs, pero en el partido final perdieron 1-0 contra el Cardiff City.
La temporada 2003-04 fue la mejor del QPR en muchos años. Quedaron segundos, ascendiendo así a la Football League Championship. La temporada 2004-05 quedaron en el puesto número 11.
En la temporada 2005-06, esta vez con nuevo entrenador, Gary Waddock, finalizaron la liga en el puesto número 21.
El 30 de abril de 2011, el QPR se corona campeón de la  EFL Championship y finalmente asegura su ascenso a la Premier League con una victoria 2-0 sobre Watford Football Club. La temporada 2012-13 fue pésima, pues perdió la categoría tras quedar en el último lugar de la tabla. Esa misma temporada, en la FA Cup perdió 2 - 4 ante el Milton Keynes Dons en dieciseisavos de final y en la Copa de la liga Inglesa también perdió en dieciseisavos de final 2 - 3 ante el Reading.En el año 2015 descendió a la Football League Second Division.

## Rivales
QPR tiene grandes rivalidades con Brentford FC y Fulham.
Además de los otros equipos londinenses: Chelsea, Arsenal y Tottenham.

## Equipación

### Uniforme actual
- Uniforme titular: Camiseta blanca con horizontales azules y detalles en rojo, pantalón y medias blancas.
- Uniforme alternativo: Camiseta negra con horizontales celestes, pantalón y medias celestes.
- Uniforme tercero: Camiseta marrón con horizontales amarillas, pantalón y medias marrones.

### Proveedores
| Periodo   | Proveedor      |
| --------- | -------------- |
| 1965-1977 | Umbro          |
| 1977–1989 | Adidas         |
| 1989–1990 | Influence      |
| 1990–1992 | Brooks         |
| 1992–1995 | ClubHouse      |
| 1995–1997 | ViewFrom       |
| 1997–2008 | Le Coq Sportif |
| 2008–2014 | Lotto          |
| 2014–2016 | Nike           |
| 2016–2017 | Dryworld       |
| 2017-     | Erreà          |

## Estadio
Fue inaugurado el 22 de octubre de 1904. Posee una capacidad de 18,360 espectadores. Su primer dueño fue el Shepherd's Bush FC, equipo que desapareció en 1915. Dos años más tarde el Queens Park Rangers se hizo con el estadio.

## Jugadores

### Dorsales retirados
| N.º | Posición | Jugador    | Temporadas  |
| --- | -------- | ---------- | ----------- |
| 31  | DEL      | Ray Jones. | 2006 - 2007 |

## Palmarés

### Torneos nacionales (1)
- Copa de la Liga (1): 1966-67
  - Subcampeón: 1985–86
- Football League Championship y/o Antecesores (2): 1982-83, 2010-11.
  - Subcampeón: 1967–68; 1972–73
  - Play-offs The Championship: 2013-14.
- League One y/o Antecesores (2):  1947-48, 1966-67
  - Subcampeón: 1946–47, 2003–04